# Ішимово (Ішимбайський район)
Іши́мово (рос. Ишимово, башк. Ишем) — присілок у складі Ішимбайського району Башкортостану, Росія. Входить до складу Петровської сільської ради.
Населення — 89 осіб (2010; 106 в 2002).
Національний склад:
- башкири — 92%